# Hiersac
Hiersac är en kommun i departementet Charente i regionen Nouvelle-Aquitaine i västra Frankrike. Kommunen ligger  i kantonen Hiersac som ligger i arrondissementet Angoulême. År 2022 hade Hiersac 1 150 invånare.

## Befolkningsutveckling
Antalet invånare i kommunen Hiersac
Referens:INSEE